# Casa principesei Trubețkoi (Camenca)
Casa principesei Trubețkoi este o clădire amplasată pe str. Lenin, 50 în Camenca, Republica Moldova. Este un monument arhitectural de importanță națională inclus în Registrul monumentelor Republicii Moldova ocrotite de stat cu nr. 194 (raionul Camenca). Datează din mijl. sec. XIX.